# Castillo de Knock (Isla de Skye)

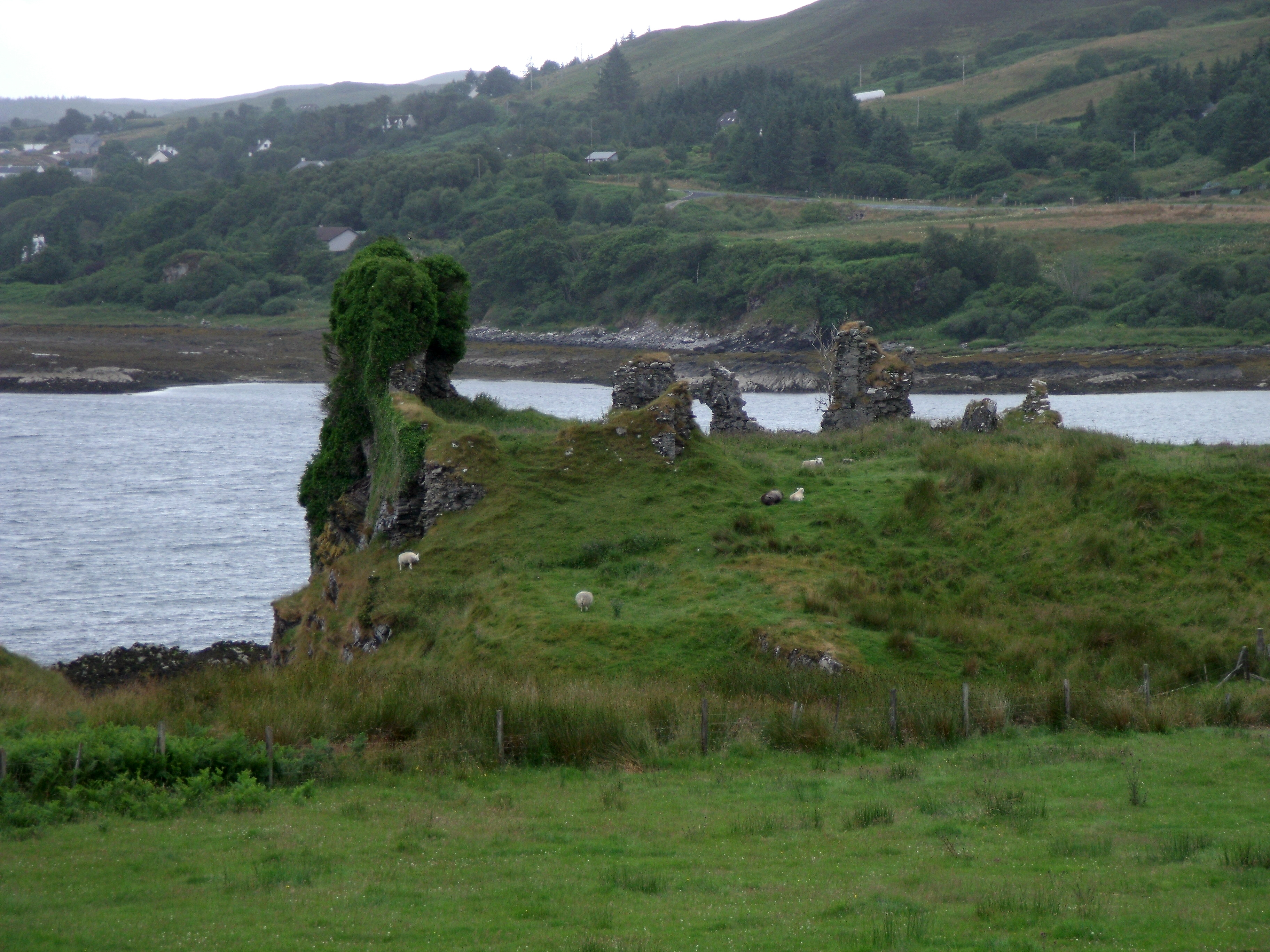
Castillo de Knock en la isla de Skye.

El Castillo de Knock, también conocido como Caisteal Chamuises un bastión perteneciente a los MacDonalds. Está situado en la costa este de Sleat, aproximadamente a unos 8 kilómetros al norte de Armadale en la Isla de Skye, al sur de Cnoc Uaine, en la zona este de la bahía de Knock. El castillo está formado por una estructura del siglo XV y, aunque está en ruinas, aún se conservan algunas ventanas, algunas paredes altas y varias construcciones realizadas posteriormente. 
El castillo fue construido por el Clan MacLeod y más tarde, en el siglo XV, fue asaltado por el Clan MacDonald. El dueño del castillo ha ido cambiando entre los dos clanes a lo largo de los años. En 1596 fue reconstruido por el Clan MacDonald. En 1689 el castillo fue abandonado y comenzó su decaída. La mayoría de las piedras fueron usadas en los edificios colindantes.

## Leyenda
Cuenta la leyenda que el castillo está habitado por un hada verde, conocidas en escocia como gruagach, un fantasma asociado a la fortuna de la familia que habitaba el castillo. El fantasma se aparecerá feliz si había buenas noticias, sin embargo, si las noticias son malas se le oirá llorar. También se cuenta que en el castillo ha habitado un glaistig, un espíritu que siempre ha estado muy asociado al cuidado del ganado.